# 达娜·安塔尔
达娜·安塔尔（英語：Dana Antal，1977年4月19日—），加拿大女子冰球运动员，场上位置是前锋。她曾代表加拿大国家队参加2002年冬季奥林匹克运动会冰球比赛，获得一枚金牌。